# アレクセイ・ブガエフ
アレクセイ・イヴァーノヴィチ・ブガエフ（ロシア語: Алексей Иванович Бугаев, 1981年8月25日 - 2024年12月29日）は、ロシア・モスクワ出身のサッカー選手。ポジションはDF。

## 経歴
1981年、父イヴァンと母ヴァレンティーナとの間にモスクワで生まれる。2つ年の離れた兄アンドレイ、3つ年の離れた弟にセルゲイ、5つ年の離れた妹にユリヤ、6人家族の次男として育つ。モスクワのアルバート通りに面した共同住宅で生活し、その後ルジニキにあるアパートに移り住む。体操に準じていたが遠く離れた場所にあった為にモチベーションが低下し、3年間体操に準じた後に諦めた。
№ 168学校ではスポーツに傾倒し、アマチュアチームでサッカーをプレー。近くにあるルジニキ・スタジアムでプレーしていた時に、FC FSM・トルペド・モスクワからスカウトされ入団。最初のコーチはユーリー・カルノフであった。
キャリアはFCトルペド・モスクワのリザーブチームのFCトルペド-2・モスクワで始めた。2000年4月23日、ロシア・セカンドディビジョン(実質3部)第1節のFCディナモ・ボログダ戦でデビューを飾った。翌年にはトップチームに昇格をした。2001年5月12日、ロシア・プレミアリーグ第9節のFCソコル・サラトフ戦でトップディビジョンデビューを果たした。
その後は出場機会に恵まれなかったが、ロシア・ファーストディビジョン(実質2部)のFCトム・トムスクで監督をしていたヴァレリー・ペトラコフのからの申し出があり、それを受けて移籍。トムではレギュラーとして出場しファンから最優秀DFと認識された。
2002年5月24日第10節のFCメタルルグ・クラスノヤルスク戦(2-1)ではキャリア初ゴールを決めた。
2003年、トムで経験を積んだブガエフはFCトルペド・モスクワに移籍をした。トルペド在籍中ではロシア代表を指揮していた、ゲオルギー・ヤルツェフから招集を受ける。2004年5月25日、オーストリア代表との試合でA代表デビューを飾った。UEFA EURO 2004では23人の内の一人として代表に選出され、ポルトガル戦やギリシャ戦に出場した。
2004年シーズン終了後、ブガエフを売却したいトルペド側はブガエフにFCロコモティフ・モスクワへの移籍を提案した。2004年12月28日、FCロコモティフ・モスクワに3年契約で移籍をするが、出場は8試合に留まり、1年でクラブを去る。2006年、FCトム・トムスクに移籍。2008年トムとの契約を1年延長し、8月28日にFCヒムキへシーズン終了までの契約で移籍をするがプレーする機会は無く、契約延長も求められなかったため退団。半年間フリーの身であったが、2009年7月に1年契約でFCクラスノダールへ移籍をした。2010年5月、契機満了によって退団をした。
2024年9月ブガエフは麻薬密売の罪で懲役9年6カ月を宣告された。
2024年12月29日、父親や代理人によると、ブガエフはウクライナ侵攻の参戦中に戦死した。戦闘の激しい地域で戦死したため、遺体を即回収する事は不可能であった。

## 所属クラブ
- FCトルペド・モスクワ 2001
- FCトム・トムスク 2001-2002
- FCトルペド・モスクワ 2003-2004
- FCロコモティフ・モスクワ 2005
- FCトム・トムスク 2006-2008
- FCヒムキ 2008
- FCクラスノダール 2009-2010